# M/S Murjek
M/S Murjek var ett svenskt lastfartyg.

## Historik
Murjek som uppkallades efter järnvägsstationen Murjek på malmbanan sjösattes vid Götaverken i Göteborg 21 oktober 1925. Hon levererades samma år till Grängesbergsbolaget.

## Olyckor
Hösten 1927 hade Murjek en svår resa över Atlanten på väg från Luleå till Baltimore. En dag uppstod en eldsvåda i byssan, då den oljeeldade spisen antände oljan i dess tank. Besättningen lyckades släcka elden, men fick finna sig torrskaffning i några dagar tills spisen blev reparerad. Efter denna eldsvåda kom Murjek in i en svår storm, som varade i ca 65 timmar, varvid man tvingades att dreja bi. De våldsamma atlantsjöarna åstadkom en hel del ovanbordsskador, man använde också ca 3 000 liter olja för att dämpa sjöarna. Under stormen slets radioantennen sönder och fartyget låg utan förbindelse med yttervärlden. 
År 1933 föll fartygets andre styrman överbord och omkom, och 1938, då Murjek låg i engelsk hamn, föll en av motormännen ned från landgången på kajen och skadades så svårt att han avled på sjukhus. Under 1936 kolliderade Murjek med den tyska ångaren Claus av Stettin, vilken måste sättas på grund för att inte sjunka. 

## Befälhavarna
Befälhavare på Murjek var först kapten C.E. Olsson. Han avled på Murjek, när fartyget låg i Novorossijsk i Svarta havet. Därefter fördes Murjek av kapten E. Bramford i många år. Han omkom 1942 ombord på S/S C.F. Liljevalch torpedering. Kapten Bramford hade överlämnat Murjek till dess siste befälhavare, kapten Odhner.

## Torpedering
Murjek var under andra världskriget engagerad som lejdfartyg och befann sig på resa med last av bomull från Santos till Göteborg, när hon i månadsskiftet februari/mars 1941 torpederades av den tyska ubåten U 95. Samtliga 31 personer ombord omkom. Man beräknar att fartyget befunnit sig i närheten av Färöarna, där det sänktes utan att de ombordvarande, 31 man hade en enda chans att rädda sig.

## Omkomna
- Kapten Claes Odhner, Göteborg
- Förste styrman Hjalmar Sebastian Österman, Stockholm
- Andre styrman Karl Figge Persson, Göteborg
- Övermaskinist Nils Harald Persson, Brantevik
- Förste maskinist Oscar Wilhelm Andersson, Hörby
- Besättningsman Jonas Alvar Pettersson, Tunge

Dessutom omkom ytterligare två svenska och tjugotre utländska sjömän.